# Mert Kömür
Met Kömür (Dachau, 17 luglio 2005) è un calciatore tedesco di origini turche, centrocampista dell'Augusta e della nazionale Under-20 tedesca.

## Carriera
Cresciuto dapprima nel settore giovanile del Monaco 1860 prima di passare nelle trafile dell'Augusta nel 2019. Dopo aver disputato 23 presenze con la squadra delle riserve, segnando anche due reti, debutta in prima squadra il 7 aprile 2024 nella partita di campionato persa 3-1 contro l'Hoffenheim. Il 18 maggio successivo, nella sua prima gara da titolare in carriera, trova anche la sua prima rete nei professionisti nella sconfitta per 2-1 contro il Bayer Leverkusen.

## Statistiche

### Presenze e reti nei club
Statistiche aggiornate al 18 maggio 2024.
| Stagione        | Squadra         | Campionato      | Campionato | Campionato | Coppe nazionali | Coppe nazionali | Coppe nazionali | Coppe continentali | Coppe continentali | Coppe continentali | Altre coppe | Altre coppe | Altre coppe | Totale | Totale |
| Stagione        | Squadra         | Comp            | Pres       | Reti       | Comp            | Pres            | Reti            | Comp               | Pres               | Reti               | Comp        | Pres        | Reti        | Pres   | Reti   |
| --------------- | --------------- | --------------- | ---------- | ---------- | --------------- | --------------- | --------------- | ------------------ | ------------------ | ------------------ | ----------- | ----------- | ----------- | ------ | ------ |
| 2022-2023       | Augusta II      | RL              | 10         | 2          | -               | -               | -               | -                  | -                  | -                  | -           | -           | -           | 10     | 12     |
| 2023-2024       | Augusta II      | RL              | 13         | 2          | -               | -               | -               | -                  | -                  | -                  | -           | -           | -           | 13     | 2      |
| 2023-2024       | Augusta         | BL              | 4          | 1          | CG              | 0               | 0               | -                  | -                  | -                  | -           | -           | -           | 4      | 1      |
| Totale carriera | Totale carriera | Totale carriera | 27         | 5          |                 | 0               | 0               |                    | -                  | -                  |             | -           | -           | 27     | 5      |